# Calhypnorna saperdoides
Calhypnorna saperdoides är en kackerlacksart som först beskrevs av Walker, F. 1868.  Calhypnorna saperdoides ingår i släktet Calhypnorna och familjen småkackerlackor. Inga underarter finns listade.